# Clemens Brentano
Clemens Brentano, född 9 september 1778 i Ehrenbreitstein, död 28 juli 1842 i Aschaffenburg, var en tysk författare och poet.

## Biografi
Clemens Brentano var bror till Bettina von Arnim, som korresponderade med Goethe, och som Clemens Brentano själv var god vän med. Han var son till en köpman med italiensk bakgrund. Han gifte sig 1803 med poeten Sophie Mereau, som hans första viktiga roman, Godwi, var dedicerad till.
Brentano bosatte sig 1804 i Heidelberg. Tillsammans med Achim von Arnim utgav han den berömda samlingen med tyska folkvisor Des Knaben Wunderhorn (Pojkens mirakelhorn). Efter sin frus död 1806 reste han runt i Tyskland under några år. Han mötte bröderna Grimm i Kassel 1807 och ingick 1809 i en litterär grupp i Berlin. 
Efter ett kort uppehåll i Böhmen och Wien (där han skrev ett patriotiskt drama inspirerad av tyskarnas kamp mot Napoleon I), vände han åter tillbaka till Berlin och skrev 1817 sin mest berömda historia; Die Geschichte vom braven Kasperl und dem schönen Annerl (1817; Historien om den hederlige Kasper och den vackra Anna). 
1817 konverterade han även till katolicismen. Brentano ägnade de nästföljande åren åt att nedskriva berättelser av den tidigare nunnan Katharina Emmerich. Efter hennes död 1824 bodde han i Frankfurt och Koblenz, och 1833 bosatte han sig i München, där han ingick i en grupp av romantiska, romersk-katolska författare, däribland Joseph Görres.

## Utmärkelser
Asteroiden 8054 Brentano är uppkallad efter honom.